# Digitális szakadék
A digitális megosztottság (digital divide) egy olyan szakadék, ami emberek csoportjait választja el egymástól az információs és kommunikációs technológiák (IKT) szempontjából. Például az internetet használni képesek, és nem képesek között van ilyen különbség. Nem csupán egy fajtája van, hanem más, különböző tényezőkre vonatkozó is. A digitális írástudás elengedhetetlen feltétele az internethasználatnak.

## Fajtái
Két fajtája: a hozzáférési és használati megosztottság.
Hozzáférési megosztottság: Az emberek bizonyos réteget nem rendelkezett/rendelkezik digitális eszközökkel (mobiltelefon, számítógép, internet stb.), és ezáltal le vannak maradva azok mögött, akik viszont igen. Ez gyakran a pénzügyi problémák miatt jelentkezhet. Újítástól való félelem is nagy szerepet játszik. Bizonyos emberek nem merik kipróbálni az új technológiákat, amíg meg nem bizonyosodnak arról, hogy ténylegesen beválnak.
Használati megosztottság: Nem feltétlen azt jelenti, hogy embercsoportoknak nincs megfelelő technikai felszereltségük, hanem azt is, hogy nem tartanak rá igényt. Az idősebb korosztály tagjai közt jellemzően kevesebb az olyan, aki érdekelt a mobiltelefon-, számítógép- és internethasználatban. Így hiányzik a digitális írástudás. Így jelentkezik egy szakadék a két korosztály között, ami persze áthidalható lenne.

### Digitális szakadék kialakulásának okai
- gazdasági tényezők
- társadalmi tényezők
- kulturális tényezők
- tartalmi tényezők

## Digitális írástudás
Más néven számítógépes írástudás, ami iskolarendszerben tanítható. Ez egy olyan nyelv, amit általában közösség által sajátít el az ember. Egy idő után könnyen kezelhetővé, rutinossá válhat. Ennek ellenére bizonyos embereknél életvitelként jelenhet meg. Például az üzletembereknél.

## Digitális szakadék áthidalása ma
Magyarországon az internetpenetráció 2009 második felében 55% volt; az internetet használók és nem használók közötti digitális szakadékot a számítógépnél olcsóbban beszerezhető okostelefonok várhatóan csökkenteni fogják.